# Список вулиць Львова (Й)
Список усіх вулиць Львова, що починаються на літеру Й.
У списку вулиці подані за алфавітом. Назви вулиць на честь людей відсортовані за прізвищем і подаються у форматі Прізвище Ім'я і/або Посада. Якщо вулиця названа за цілісним псевдонімом або прізвиськом, то сортування відбувається за першої літерою псевдоніма або імені, тобто Лесі Українки — на літеру Л, Марка Вовчка, Марка Черемшини — на М, Олени Пчілки — на О, Панаса Мирного — на П, Янки Купали — на Я тощо.
Курсивом позначені зниклі вулиці.
Колір фону у списку залежить від типу урбаноніма.
| Назва          | Тип    | Колишні назви                                                                                       | Район        | Місцевість | Рік затв. | Джерела              |
| -------------- | ------ | --------------------------------------------------------------------------------------------------- | ------------ | ---------- | --------- | -------------------- |
| Йосипа Сліпого | вулиця | Кордіана, Крулєвска, Собінскєґо, Фріц Ройтерґассе, Лейбніцґассе, Собінського, Успенського, Радищева | Личаківський | Снопків    | 1992      | ВЛ, ПСВЛ, ІВЛ, ВП, Л |